# Winnterzuko
Winnterzuko est le pseudonyme d'un rappeur, basé à Paris. Il fait partie de la new wave et se rattache à l'hyperpop, dont il est l'un des pionniers en francophonie.

## Biographie

### Enfance et origines
Winnterzuko naît à l'étranger à la fin des années 1990 et arrive en France en tant que réfugié de guerre après avoir séjourné dans au moins deux camps,,. Peu de détails sont communiqués par l'intéressé qui souhaite rester discret sur sa vie privée, son enfance et ses origines.
Le 18 octobre 2024, Winnterzuko explique dans une story Instagram qu'il est en France depuis vingt ans jour pour jour. « Après énormément de périples, ma mère et la plus grande de mes sœurs (14 ans à l'époque) ont traversé une rivière glacée en octobre pour venir, tandis que mon autre sœur et moi étions dans un bus avec les papiers de quelqu'un d'autre. Ça fait tellement longtemps que je suis ici que même moi, j'ai du mal à y croire parfois », raconte-t-il.
Winnterzuko quitte son père très jeune et ne le revoit plus ensuite, depuis 17 ans selon ses mots dans Monono sorti en 2022.

### Carrière

#### Débuts (2018-2020)
Depuis 2018, Winnterzuko, alors actif sous le pseudonyme de Zuko, partage régulièrement des morceaux sur SoundCloud, où il se crée une petite communauté, et YouTube, où les singles sont accompagnées d'un clip ou de visuels mangas et colorés.
En 2019, il change de pseudo pour passer de Zuko à Winnterzuko, la métaphore du froid ("winnter" est dérivé de "winter", qui signifie "hiver" en allemand et en anglais) étant utilisée pour représenter sa situation triste et difficile. Il est aussi surnommé Wzuko.
En mars 2020 que Winnterzuko partage un premier morceau sur les plateformes de streaming : Salieri. Il continue tout de même à alimenter ses autres canaux à chaque sortie. Cette même année 2020, il songe à arrêter le rap. Le 2 décembre 2020, quelques jours après la sortie de son single Envy le 28 novembre, son quatrième sur les plateformes, Winnterzuko partage en story Instagram le nombre de streams : 26.

#### Trois EPs:Gearless Mania,2036etDystopia(2021)
Le 31 janvier 2021, Winnterzuko partage l'EP de quatre titres Gearless Mania, son premier, sur lequel le morceau Serpentard annonce la suite, avec des premières sonorités rap house. Son label est Deep Boyz Corp.
La suite, c'est 2036 en avril 2021, un nouvel EP, long de six titres. Comme le soi-disant voyageur dans le temps John Titor, « il provient directement de l’année 2036 [mais] il est en 2021 pour des raisons personnelles. Ce qui explique son originalité et ses prods futuristes pour nous », comme l'explique murmure-média, avec aussi un retour dans le passé grâce aux sonorités. En première semaine, le projet compte plus de 10'000 streams, et est réédité en 2036 + 4 avec quatre morceaux supplémentaires en juin. Ce projet lui permet de s'affirmer comme une tête montante de la New Wave.
Au mois d'octobre 2021, Winnterzuko sort un nouvel EP, Dystopia, en collaboration avec Beamer, pour conclure une année 2021 où il cumule sur Spotify 40'000 auditeurs différents et plus de 650'000 streams.

#### Deux EPs:deepstaretVON(2022)
En mars 2022, il compte 45'000 auditeurs mensuels sur Spotify, après avoir dévoilé un projet commun de six titres avec Skuna en février, intitulé deepstar. Au mois de juin 2022, Winnterzuko partage les sept titres de son projet VON. Ces projets lui permettent d'être à l'honneur d'une vidéo de la chaîne Le Règlement, qui propulsera encore davantage sa carrière, déjà bien lancée après 2036.
En fin d'année 2022, Winnterzuko dévoile ses statistiques Spotify de l'année : 18,8 millions de streams et presque 600'000 auditeurs différents. Des chiffres qui sont, par rapport à l'année précédente, multipliés par 15 pour les auditeurs et presque 30 pour les streams.

#### Premier album:Winntermania(2023)
En mars 2023, Winnterzuko sort Winntermania, son septième projet en carrière, et le plus long, avec douze pistes. Des invités de marque s'y trouvent, comme les figures de la New Wave du rap francophone que sont So La Lune et Khali,. Le projet se vend à 3310 équivalents ventes en première semaine, dont 54% en physique (1788 albums).
A la fin du mois de mars, GQ Magazine le place parmi ses six rappeurs français à suivre absolument en 2023. En mai, Winnterzuko est absent du top 100 français mais en fait partie en Pologne, grâce à Papa T Ou, momentanément 100e du classement Deezer.
L'année 2024 est assez calme pour Winnterzuko. Il partage deux singles, North2 en juin et Stress en novembre, et apparaît sur les projets de Houdi en janvier et d'Adèle Castillon en septembre.

#### Deuxième album:Salieri(2025)
Le 21 février 2025, Winnterzuko dévoile son deuxième album intitulé Salieri. Il est composé de 14 titres, tous en solo.

## Discographie

### Album studio
- 2023 : WINNTERMANIA
- 2025 : Salieri

### EPs en commun
- 2021 : Dystopia (avec Beamer)
- 2022 : deepstar (avec Skuna)

### EPs
- 2021 : Gearless Mania
- 2021 : 2036
- 2021 : 2036 + 4
- 2022 : VON
- 2025 : SUMMERZUKO

### Apparitions
- 2020 :
  - Mustang de Beamer feat. Winnterzuko

- 2021 :
  - Get It de Beamer feat. Winnterzuko et Odbussy
  - Hellsing de Wassup Rio feat. Winnterzuko
  - Movie de Bricksy & 3g feat. Winnterzuko
  - Causa de S1 feat. Winnterzuko, Mello, Stepz, HollowS et MnR
  - Crossover de BLVK MAMBA feat. Winnterzuko et Beamer
  - BRAZY de Realo feat. Winnterzuko, abel31 et Beamer

- 2022 :
  - Toxine de Nyluu feat. Winnterzuko
  - LE MONDE de Realo feat. Winnterzuko
  - Parasite de 1863 feat. Winnterzuko, 19akira et eat_for_rats
  - 2031 de abel31 feat. Winnterzuko

- 2023 :
  - ELEVATOR de wasting shit feat. Winnterzuko
  - REVERBERE de Realo feat. Winnterzuko, Tony Seng, abel31 et 143
  - Pas de chance de Empty7 feat. Winnterzuko
  - La balade du repenti de Sadek feat. Winnterzuko
  - Oxygène de Ghost Killer Track feat. Winnterzuko
  - Bastille de Zoomy feat. Vilhelm. et Winnterzuko
  - Kino de Le Règlement feat. Winnterzuko

- 2024 :
  - NUAGES de Houdi feat. Winnterzuko
  - Frissons de Adèle Castillon feat. Winnterzuko

## Style et influences
Winnterzuko s'inscrit dans un rap hyperpop, dont il est le pionnier en France,. Pour murmure-média, c'est « un style mélangeant plusieurs genres musicaux, la pop, l’électro ainsi que le hip hop, [qui] créé une musique assez avant-gardiste ». Par le passé, il a également posé sur de la drill et des prods métal et rock.
Selon Le Règlement, écouter la musique de Winnterzuko projette directement au début des années 2000. Cela se fait grâce aux productions qui rappellent ou samplent des musiques cultes de cette période, comme le mouvement Eurodance, avec Blue ou Better Off Alone. Il ajoute que Winnterzuko « ramène quelque chose de très actuel, avec un flow efficace, du vrai rap technique underground », le comparant à Freeze Corleone plutôt que Crazy Frog.
Selon le site spécialisé iencli.fr, « la qualité de la production est impressionnante, avec une attention particulière portée aux détails et à la finesse du son. La plupart des instrus pourraient se suffire à elles-mêmes ».
Sa musique est énergique, mélodieuse et engagée selon rapminute. Ce sont des morceaux avec des instrumentales entrainantes et dansantes, faites pour s'ambiancer, qui contrastent avec les paroles de ses chansons. Il fait aussi du rap "ego trip", parle de ses pensées, de la vie, de la mort, mais aussi de son passé et de son enfance difficile,.
Cette enfance est en effet marquée par la guerre, les camps de réfugiés, les difficultés en France, la séparation de son père, la précarité, l'aide sociale et la vie en HLM, qui sont des thèmes centraux de sa musique, qui définissent l'artiste et son univers. De plus, dans de nombreux morceaux, il fait référence au passé, aux habitudes d'avant, à son enfance. Il y a des références à Princesse Mononoké, Britney Spears, Harry Potter, Galactik Football, Dora, Foot 2 rue... avec beaucoup de nostalgie.
Parmi ses influences peuvent aussi être cités System of a Down et Evanescence (métal alternatif), Justice (musique électronique), ou encore Nessbeal et Orelsan (rap français), mais aussi Tupac, Kanye West et Kendrick Lamar (rap américain).